# 幽遊白書 (網路劇)
《幽遊白書》是一部日本動作奇幻冒險網路劇，改編自日本漫畫家冨樫義博的同名漫畫，由森井輝和坂本和隆共同開發，ROBOT COMMUNICATIONS製作，北村匠海、志尊淳、本鄉奏多和上杉柊平主演，於2023年12月14日上線Netflix。

## 演員

### 主要角色
- 北村匠海 飾 浦飯幽助[1]（國語配音：鈕凱暘[2]）
- 志尊淳 飾 藏馬[3]（國語配音：蔣鐵城[2]）
- 本鄉奏多 飾 飛影[4]（國語配音：喬資淯[2]）
- 上杉柊平 飾 桑原和真[5]（國語配音：孟慶府[2]）
- 白石聖 飾 雪村螢子[6]（國語配音：陳貞伃[2]）
- 町田啓太 飾 小閻王[6]（國語配音：張立昂[2]）
- 古川琴音 飾 牡丹[6]（國語配音：穆宣名[2]）
- 見上愛 飾 雪菜[6]（國語配音：穆宣名[2]）
- 梶芽衣子 飾 幻海[6]（國語配音：陳貞伃[2]）
- 綾野剛 飾 戶愚呂弟[6]（國語配音：胡鎮璽[2]）
- 瀧藤賢一 飾 戶愚呂兄[6]（國語配音：張立昂[2]）
- 稻垣吾郎 飾 左京[6]（國語配音：蔣鐵城[2]）
- 清水尋也 飾 鴉[6]（國語配音：張至超[2]）

### 配角
- 伊藤步 飾 浦飯溫子（國語配音：穆宣名）
- 荒井敦史 飾 武威（國語配音：胡鎮璽）
- 春海四方 飾 垂金權造（國語配音：胡鎮璽）
- 勝矢 飾 剛鬼（國語配音：胡鎮璽）
- 肘井美佳 飾 小勝的母親（國語配音：陳貞伃）
- 森優理斗 飾 小勝（國語配音：穆宣名）
- 嶋村太一 飾 螢子的父親（國語配音：張至超）
- 藤倉みのり 飾 螢子的母親（國語配音：穆宣名）
- 相築あきこ 飾 南野志保利（國語配音：陳貞伃）
- 東景一朗 飾 澤村（國語配音：張立昂）
- 中谷太郎 飾 桐島（國語配音：胡鎮璽）
- 福田航也 飾 大久保（國語配音：張至超）
- 蔵原健 飾 岩本（國語配音：張至超）
- 佐久本宝 飾 桐野（國語配音：喬資淯）
- 市川理矩 飾 加藤（國語配音：蔣鐵城）
- 青木健 飾 筒井（國語配音：張至超）
- 大河内浩 飾 村瀨（國語配音：張至超）
- 金山一彦 飾 猿渡（國語配音：喬資淯）
- 明樂哲典 飾 神樂坂（國語配音：孟慶府）
- 廣田高志 飾 廣岡（國語配音：鈕凱暘）
- 野添義弘 飾 司機（國語配音：胡鎮璽）

## 劇集列表
| 集數 | 標題  | 導演   | 編劇     | 上線日期       |
| ---- | ----- | ------ | -------- | -------------- |
| 1    | 第1集 | 月川翔 | 三嶋龍朗 | 2023年12月14日 |
| 2    | 第2集 | 月川翔 | 三嶋龍朗 | 2023年12月14日 |
| 3    | 第3集 | 月川翔 | 三嶋龍朗 | 2023年12月14日 |
| 4    | 第4集 | 月川翔 | 三嶋龍朗 | 2023年12月14日 |
| 5    | 第5集 | 月川翔 | 三嶋龍朗 | 2023年12月14日 |

## 發行
《幽遊白書》於2023年12月14日上線Netflix。

## 奖项荣誉
| 年份   | 颁奖礼           | 奖项         | 入围者 | 结果 | 参考 |
| ------ | ---------------- | ------------ | ------ | ---- | ---- |
| 2024年 | 2024亚洲内容大奖 | 最佳男配角   | 绫野刚 | 待定 |      |
| 2024年 | 2024亚洲内容大奖 | 最佳视觉效果 |        | 待定 |      |

## 外部連結
- 互联网电影数据库（IMDb）上《幽遊白書》的资料（英文）
- 豆瓣电影上《幽遊白書真人版》的資料 （简体中文）
- 在Netflix上觀看《幽遊白書真人版》